# Amisha Patel

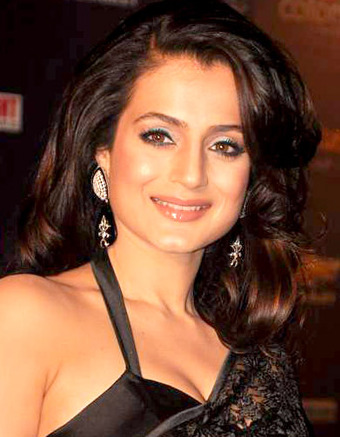
Amisha Patel, 2012

Amisha Patel (Hindi अमीषा पटेल; * 9. Juni 1975 in Mumbai, Maharashtra) ist eine indische Schauspielerin, die in Bollywood-Filmen auftritt.

## Leben
Amisha Patel studierte Wirtschaftswissenschaften in Medford, Massachusetts. Nach kurzer Anstellung in einer Bank arbeitete sie am Theater im Ensemble von Satyadev Dubey. Fürs Kino entdeckt wurde sie von dem Regisseur Rakesh Roshan, der ihr die erste Rolle in Kaho Naa... Pyaar Hai anbot.
Amishas Mutter Asha und ihr Bruder Ashmit sind ebenfalls Filmschauspieler.

## Filmografie

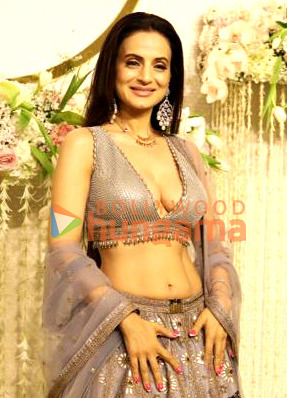
Amisha Patel, 2024

- 2000: Kaho Naa ... Pyaar Hai – Liebe aus heiterem Himmel (Kaho Naa… Pyaar Hai)
- 2000: Badri
- 2001: Gadar: Ek Prem Katha
- 2001: Yeh Zindagi Ka Safar
- 2002: Kranti
- 2002: Kya Yehi Pyaar Hai
- 2002: Aap Mujhe Achche Lagne Lage
- 2002: Yeh Hai Jalwa
- 2002: Humraaz
- 2003: Puthiya Geethai
- 2003: Parwana
- 2004: Suno Sasurjee
- 2004: Shart – Die Herausforderung (Shart: The Challenge)
- 2004: Naani
- 2005: Vaada
- 2005: Elaan
- 2005: Zameer
- 2005: Narasimhudu
- 2005: The Rising – Aufstand der Helden (The Rising: Ballad of Mangal Pandey)
- 2006: Mere Jeevan Saathi
- 2006: Humko Tumse Pyaar Hai
- 2006: Teesri Aankh
- 2006: Tathastu
- 2006: Ankahee
- 2006: Aap Ki Khatir
- 2007: Honeymoon Travels Pvt. Ltd.
- 2007: Heyy Babyy
- 2007: Bhool Bhulaiya
- 2008: Thoda Pyaar Thoda Magic
- 2011: Chatur Singh (Auf Diamantenjagd)
- 2013: Race 2